# Трентон (Јута)
Трентон (енгл. Trenton) град је у америчкој савезној држави Јута.

## Демографија
По попису из 2010. године број становника је 464, што је 15 (3,3%) становника више него 2000. године.
| Група             | 2000.       | 2010.       |
| Белци             | 420 (93,5%) | 395 (85,1%) |
| Афроамериканци    | 1 (0,2%)    | 1 (0,2%)    |
| Азијати           | 2 (0,4%)    | 6 (1,3%)    |
| Хиспаноамериканци | 24 (5,3%)   | 64 (13,8%)  |
| Укупно            | 449         | 464         |